# Heisenberg-Gruppe
Als Heisenberg-Gruppe bezeichnet man in der Mathematik eine bestimmte Gruppe von Matrizen sowie Verallgemeinerungen davon. Jede Heisenberg-Gruppe besitzt eine topologische Struktur und ist eine Lie-Gruppe.
Die Heisenberg-Gruppe wurde von Hermann Weyl eingeführt, um in der Quantenmechanik die Äquivalenz von Heisenberg-Bild und Schrödinger-Bild zu erklären.

## Definition
Obere 3×3-Dreiecksmatrizen der Form
{\displaystyle {\begin{pmatrix}1&a&c\\0&1&b\\0&0&1\\\end{pmatrix}}}
mit Einträgen {\displaystyle a}, {\displaystyle b} und {\displaystyle c}, die einem (beliebigen) kommutativen Ring entstammen können, bilden eine Gruppe unter der üblichen Matrizenmultiplikation, die so genannte Heisenberg-Gruppe. Die Einträge entstammen dabei oft dem Ring der reellen Zahlen oder dem der ganzen Zahlen.

## Eigenschaften
Man kann die Heisenberg-Gruppe mit Einträgen aus {\displaystyle \mathbb {R} } als zentrale Erweiterung der Gruppe {\displaystyle (\mathbb {R} \times \mathbb {R} ,+)} auffassen, was man am besten sieht, wenn man auf {\displaystyle \mathbb {R} ^{3}} durch
{\displaystyle (a,b,c)\cdot (a',b',c')=(a+a',b+b',c+c'+ab')}
eine Gruppenmultiplikation definiert und
{\displaystyle {\begin{pmatrix}1&a&c\\0&1&b\\0&0&1\\\end{pmatrix}}{\begin{pmatrix}1&a'&c'\\0&1&b'\\0&0&1\\\end{pmatrix}}={\begin{pmatrix}1&a+a'&c+c'+ab'\\0&1&b+b'\\0&0&1\\\end{pmatrix}}}
beachtet.

## Lie-Algebra
Die Lie-Algebra der Heisenberg-Gruppe ist die Heisenberg-Algebra.

## Anwendung
In der Quantenmechanik hat die  Heisenberg-Gruppe die Funktion einer Symmetriegruppe.

## Verallgemeinerungen
Es gibt höherdimensionale verallgemeinerte Heisenberg-Gruppen. Als Matrizengruppe besteht die {\displaystyle n}-te Heisenberg-Gruppe aus den quadratischen oberen Dreiecksmatrizen der Größe {\displaystyle n+2} der Gestalt
{\displaystyle {\begin{pmatrix}1&a&c\\0&E_{n}&b\\0&0&1\\\end{pmatrix}}}
wobei {\displaystyle a} ein Zeilenvektor der Länge {\displaystyle n}, {\displaystyle b} ein Spaltenvektor der Länge {\displaystyle n} und {\displaystyle E_{n}} die {\displaystyle n\times n}-Einheitsmatrix ist.